# 克里夫蘭 (喬治亞州)
克里夫蘭（英語：Cleveland）是一個位於美國喬治亞州懷特縣的城市。根據2010年美國人口普查，該地人口為3410人，而該地的面積約為8.20平方千米。同時該地也是懷特縣的縣治。

## 地理
克里夫蘭的座標為34°35′47″N 83°45′50″W / 34.59639°N 83.76389°W，而該地的平均海拔高度為480米（即1575英尺）。